# Piyama-Kurunta
Piyama-Kurunta (𒋧𒈠𒀭𒆗; lett. "Dono del dio Kurunta"; ... – Ḫattuša, ...; fl. XIV secolo a.C.) è stato un principe e reggente di Uhha-Ziti, ultimo re indipendente di Arzawa, un regno dell'Anatolia occidentale dell'Età del Bronzo. È stato adottato come figlio dallo stesso re, che lo nominò col nome con cui è adesso noto.
Nel 1321 a.C. circa, alla morte del re Arnuwanda II seguita di solo 18 mesi a quella del padre Suppiluliuma I, Uhha-Ziti si ribellò all'impero ittita, ritenendo il giovane, nuovo sovrano Mursili II, debole ed inesperto.
Dalla base di Apasa, capitale del proprio regno, compì un atto di aperta ostilità ed insubordinazione, accettando di dar asilo ai rifugiati dell'impero provenienti da Attarimma, Hu[wa]rsanassa e Suruda.
Mursili reagì con determinazione, marciando immediatamente verso Arzawa alla testa di un numeroso esercito, ma proprio mentre si avvicinava, Apasa fu colpita da una meteora, e Uhha-Ziti fu ferito gravemente.
Sopravvissuto, riparò presso il regno egeo di Ahhiyawa, probabilmente segreto mandante fin da subito della rivolta, e ordinò a Piyama-Kurunta di attaccare la città arzawa di Mira, il cui re, Mashuiluwa, sposato a Muwatti, sorella di Mursili, si era schierato con gli Ittiti.
Piyama-Kurunta attaccò (e forse distrusse) la città di Impa, ma quando tentò di conquistare Mira, Mashuiluwa lo respinse. Piyama-Kurunta fu cosi raggiunto dall'esercito, e duramente sconfitto nella battaglia a Walma, vicino al fiume Astarpa, nell'episodio che di fatto chiuse la rivolta arzawa, e costretto a seguire il padre suo re e il fratello Tapalazunauli, in fuga nelle isole di Ahhiyawa.
Mursili occupò la città stessa senza troppe difficoltà, ma non prima che i rifugiati riuscissero a scappare nella città-fortezza di Puranda, situata anch'essa vicino al fiume Astarpa. Uhha-Ziti morì in esilio mentre Mursili assediava Puranda.
Piyama-Kurunta e il fratellastro Tapalazunauli fecero un ultimo sforzo per tentare di sostenere la cittadella di Puranda, ma Tapalazunauli fu preso prigioniero, mentre Piyama-Kurunta fu estradato agli ittiti dal sovrano di Ahhiyawa e deportato ad Ḫattuša, la capitale ittita, dove probabilmente si spense.